# Glycoproteïne
Een glycoproteïne is een eiwit met daaraan gekoppeld een of meer suikereenheden, oligosachariden. De suikereenheden worden in het endoplasmatisch reticulum van de cel op de eiwitten geplakt (vaak via een argininezijketen).
Een bekende glycoproteïne is Epo (verkorte naam van erytropoëtine). Dit eiwit bestaat voor ongeveer 40% uit suikereenheden. Deze oligosachariden bepalen voor een (groot) deel de werking van het eiwit. Als een therapeutisch eiwit niet-humane (van niet-menselijke oorsprong) 'suikerstaarten' heeft kan het als lichaamsvreemd worden aangemerkt en door het immuunsysteem worden opgeruimd.